# Nangal Dewat
Nangal Dewat là một thị trấn thống kê (census town) của quận South West thuộc bang Delhi, Ấn Độ.

## Nhân khẩu
Theo điều tra dân số năm 2001 của Ấn Độ, Nangal Dewat có dân số 13.168 người. Phái nam chiếm 56% tổng số dân và phái nữ chiếm 44%. Nangal Dewat có tỷ lệ 64% biết đọc biết viết, cao hơn tỷ lệ trung bình toàn quốc là 59,5%: tỷ lệ cho phái nam là 73%, và tỷ lệ cho phái nữ là 52%. Tại Nangal Dewat, 14% dân số nhỏ hơn 6 tuổi.